# アロハ・フロム・ハワイ
アロハ・フロム・ハワイ（英語: Aloha from Hawaii via Satellite）は、歌手であるエルヴィス・プレスリーが1973年1月14日0時30分、ハワイのホノルル・インターナショナル・センター（現ブレイズデル・センター）で行なった慈善コンサートである。報道番組だけに使われていた人工衛星を使い、世界同時生中継された史上初で最後の巨大ショーである。

## 概要
日本からの来日公演の求めに応じて、ハワイで開かれた。クイ・リー癌基金の慈善コンサートのため入場料はなく、任意の金額を寄付するという形となった。エルヴィスとパーカー大佐はそれぞれ1000ドルを寄付している。
約38カ国で放送され、視聴者数は10億人以上とも、
15億人とも言われている。日本では7時というゴールデンタイムで中継され、視聴率37.8パーセントを叩き出した。アメリカでは33.8％。フィリピン91～92％、香港70～80％、韓国70～80％を記録した。当時はまだ、長時間の衛星生中継技術が未熟であり、NBC-TVは本放送時の映像の送受信トラブル対策のため、本番さながらに行なわれた前々日のリハーサル・コンサートが収録された。
本国アメリカではマネージャーのパーカー大佐が1972年公開のドキュメンタリー映画「エルヴィス・オン・ツアー」との競合を避けるために、4月4日に拡張版（といってもコンサート自体は短くなり、合間にハワイの情景などを加えた「ブルー・ハワイ」などが挿入されたもの）が放送された。
エルヴィスは公演5日前の1月9日、ホノルルに入り、空港から宿泊先のヒルトン・ハワイアン・ビレッジまでヘリコプターで移動。（到着シーンがアメリカ国内放送時の冒頭に使用された。）⇒エルヴィスの顔色が若干悪いようにも見える。1956年に飛行機事故を体験後、飛行機は苦手であった。ハリウッドでの映画撮影を行っていた1960年代はトレーラーバスを購入し、メンフィスとハリウッドの移動手段に利用した。後年は、飛行機嫌いを克服し、ツアーの移動用に自家用ジェットのコンベア880を購入。
このショーでエルヴィスは23曲を熱唱。その大半は他人の曲で、ロックンロールは軽く流し、バラードに力を入れている。ゴスペル調の張り上げる歌唱スタイルで感動を呼んだ。

## 取り上げた曲
- 「ツァラトゥストラはかく語りき」- Also Sprach Zarathustra
- 「シー・シー・ライダー」- See See Rider
- 「バーニング・ラヴ」- Burning Love
- 「サムシング」- Something
- 「ユー・ゲイヴ・ミー・ア・マウンテン」- You Gave Me A Mountain
- 「スティームローラー・ブルース」- Steamroller Blues
- 「マイ・ウェイ」- My Way
- 「ラヴ・ミー」- Love Me
- 「ジョニー・B.グッド」- Johnny B. Goode
- 「イッツ・オーヴァー」- It's Over
- 「ブルー・スエード・シューズ」- Blue Suede Shoes
- 「泣きたいほどの淋しさだ」- I'm So Lonesome I Could Cry
- 「愛さずにはいられない」- I Can't Stop Loving You
- 「ハウンド・ドッグ」- Hound Dog
- 「そして今は」- What Now My Love
- 「フィーバー」- Fever
- 「私の世界へ」- Welcome to My World
- 「サスピシャス・マインド」- Suspiciopus Minds
- 「アイル・リーメンバー・ユー」- I'll Remember You
- 「のっぽのサリー~陽気にやろうぜ」（メドレー）- Long Tall Sally~A Whole Lotta Shakin' Goin' On
- 「アメリカの祈り」- An American Trilogy
- 「恋の大穴」- Big Hunk o' Love
- 「好きにならずにいられない」- Can't Help Falling in Love

## サウンド・トラック
- エルヴィス・イン・ハワイ - Aloha from Hawaii: Via Satellite(1973年)

14日のコンサートを収録。コンサートのわずか一週間後に発売された。2枚組アルバムとしては初のゴールドレコードを獲得。
- アロハ・リハーサル・ショウ - Alternate Aloha(1988年)

12日のリハーサルショウを収録。「ジョニー・B.グッド」「愛さずにはいられない」「のっぽのサリー～陽気にやろうぜ(メドレー)」は歌われなかった。
- アロハ・フロム・ハワイ - Aloha From Hawaii Via Satellite(1998年)

14日のコンサートにアメリカのTV放送版に使われた5曲を加え、リミックス、リマスターが施されたアップグレイド盤。
- アロハ・フロム・ハワイ・レガシー・エディション - Aloha from Hawaii Via Satellite (Legacy Edition)(2013年)

Disc1がアロハ・フロム・ハワイのリマスター盤。Disc2がアロハ・リハーサル・ショウのリミックス、リマスター盤。ボーナス･トラックはDisc2に収録。

## 製作の裏話
エルヴィスはこの企画が決定した際、新しく曲を取り入れるには時間が無さ過ぎたので「It's Over」や「What Now My Love」などのスタンダードナンバーを歌うことにした。
エルヴィスは当時、プリシラとの離婚調停中であり、その悲しみと傷つけられたプライドが、「You Gave Me A Mountain」や「It's Over」、「I'm So Lonesome I Could Cry」などに表れている。
エルヴィスはこの公演を心から喜び、誇りに思い、アメリカの象徴であるイーグルを刺繍したジャンプスーツを作った。
しかし、前日のリハーサルでケープとベルトを観客席に投げてしまい、衣装担当のビルは大急ぎで、同じものを作成した。本放送でも、エルヴィスはケープとベルトを観客席に投げてしまった。⇒ツアー用に再度、作成したことは言うまでもない。
　
ショーの売り上げは7万5000ドルに上ったが、ショーの準備費は150万ドルに上ったと言われている。
エルヴィスは公演前から期待と不安が交互に訪れ、過度のプレッシャーを感じていた。公演後は無事に終えた安堵感から、吐きどおしだったという。
このイーグルを施したジャンプスーツの重量はケープを合わせて25kg前後あったという。